# Raccontami chi sei
Raccontami chi sei è il primo EP del cantante italiano Alessandro Casillo, pubblicato il 25 maggio 2011.

## Descrizione
L'EP è stato pubblicato il 25 maggio 2011 dalla RTI Music/Sony Music in download digitale e il 31 maggio in formato CD.

## Tracce
1. Raccontami chi sei – 3:41
2. Tu ci sei – 3:21
3. Mi capirai – 3:38
4. Una bugia – 3:31
5. Quasi vivere – 3:45

Durata totale: 17:56

## Crediti

### Musicisti
- Alessandro Casillo - voce
- Nicola Oliva - chitarra
- Simone Bertolotti - tastiera
- Matteo Bassi - basso
- Emiliano Bassi - batteria

### Personale tecnico
- Emiliano Bassi - produzione, arrangiamenti
- Matteo Bassi - produzione, arrangiamenti
- Gabriele Parisi - produzione